# Жирар, Пьер (дзюдоист)
Пьер Жирар (фр. Pierre Guichard) — французский дзюдоист, чемпион (1969), серебряный (1967, 1968, 1971) и бронзовый (1972) призёр чемпионатов Франции, бронзовый призёр универсиады 1967 года в Токио, победитель (1968) и бронзовый призёр (1969, 1971) командных чемпионатов Европы, бронзовый призёр чемпионатов Европы 1969 и 1971 годов. Выступал в полусредней (до 70 кг) и полутяжёлой (до 93 кг) весовых категориях.